# Ap Chau
Ap Chau (chiń. 鴨洲) – wyspa w zatoce Crooked Harbour w północno-wschodniej części regionu Nowe Terytoria Hongkongu. Zamieszkana głównie przez wyznawców Prawdziwego Kościoła Jezusa, przez co nazywana kolokwialnie Wyspą Jezusa.